# Villaseco (San Cristóbal de Cea)
Villaseco (llamada oficialmente San Miguel de Vilaseco) es una parroquia y un lugar del municipio español de San Cristóbal de Cea, en la provincia de Orense, Galicia.

## Toponimia
La parroquia también es conocida por el nombre de San Miguel de Villaseco.

## Historia
Hacia mediados del siglo XIX, la parroquia, ya por entonces perteneciente a Cea, tenía contabilizada una población de 220 habitantes. Aparece descrita en el decimosexto y último volumen del Diccionario geográfico-estadístico-histórico de España y sus posesiones de Ultramar de Pascual Madoz con las siguientes palabras:

VILLASECO (San Miguel): felig. en la prov. y dióc. de Orense (2 leg.), part. jud. de Señorin en Carballino (2), ayunt. de Cea. sit. á las inmediaciones del r. Barbantiño, con libre ventilacion y clima sano. Tiene mas de 50 casas en los l. de Hermida, Taredo, Val y Villaseco. La igl. parr. (San Miguel), está servida por un cura de entrada y patronato laical: tambien hay en la casa de Pusa una capilla (Sta. Lucia). Confina N. l. de la Reguera; E. y S. r. Barbantiño que nace en Orban, y por O. el camino real que conduce á Orense. El terreno comprende hácia el N. un pedazo de monte, en parte labradio, denominado Chamuscado, y hácia el S. otro tambien con algun cultivo y el resto pedregoso, llamado la Besada; existiendo en medio un valle que por faltarle aguas se denomina Val-seco ó Villaseco. prod.: maiz, centeno, trigo, patatas, vino, leña y algunas frutas; se cria ganado vacuno, lanar, cabrio y de cerda; y caza de perdices y conejos. pobl.: 55 vec., 220 alm. contr. con su ayunt. (V.).
(Madoz, 1850, p. 285)

## Organización territorial
La parroquia está formada por tres entidades de población:
- Hermida (A Ermida)(Ermida)
- Val (O Val)
- Villaseco (Vilaseco)

## Demografía

### Parroquia
| Gráfica de evolución demográfica de Villaseco (parroquia) entre 2000 y 2023 |
|                                                                             |
| Datos según el nomenclátor publicado por el INE.                            |

### Lugar
| Gráfica de evolución demográfica de Villaseco (lugar) entre 2000 y 2023 |
|                                                                         |
| Datos según el nomenclátor publicado por el INE.                        |